# 埼玉県道198号行田市停車場線
埼玉県道198号行田市停車場線（さいたまけんどう198ごう ぎょうだしていしゃじょうせん）は、埼玉県行田市を通る県道である。

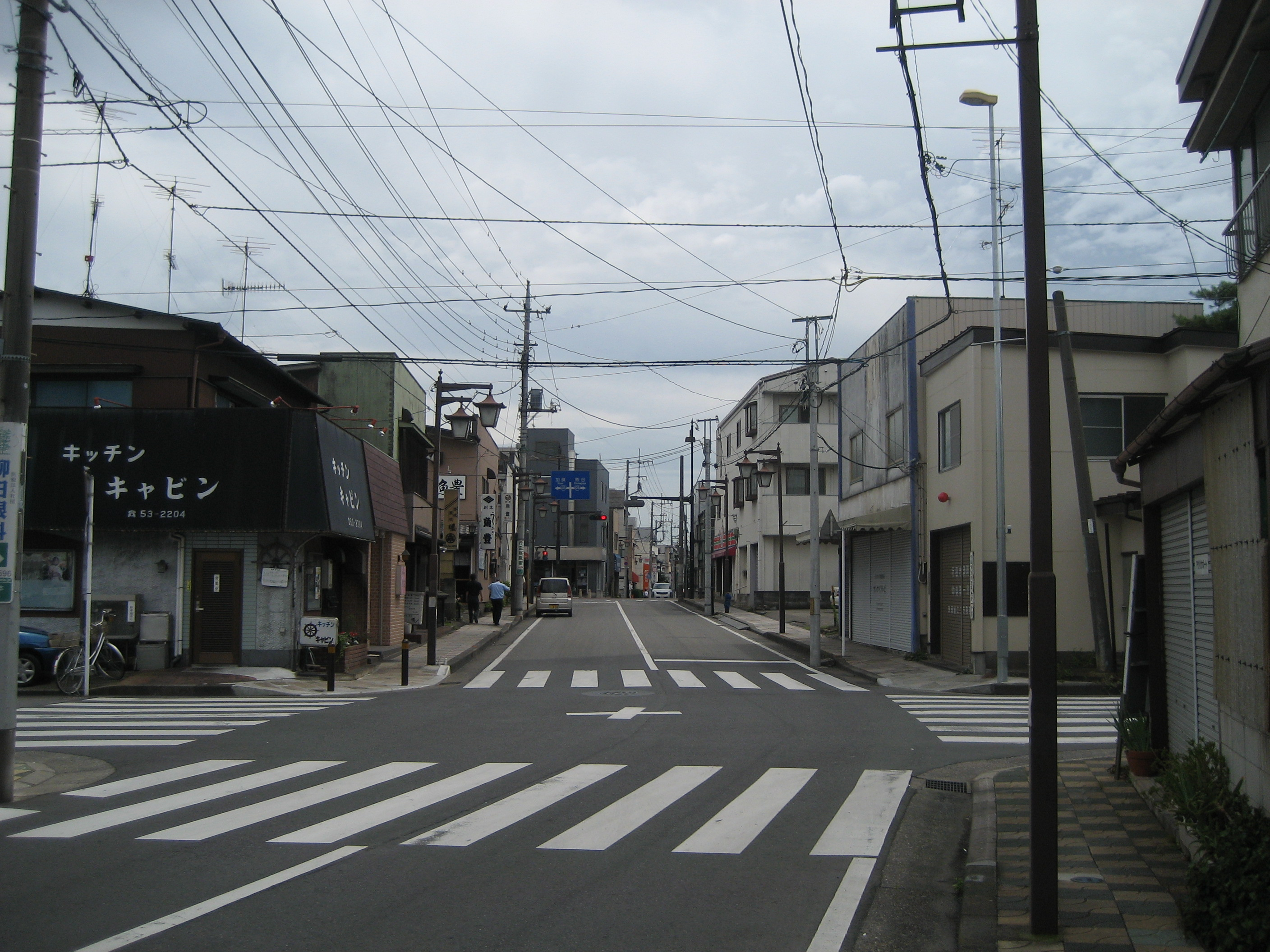
埼玉県道128号熊谷羽生線方面

## 路線概要
- 起点：秩父鉄道秩父本線行田市駅
- 終点：埼玉県道128号熊谷羽生線交点
- 総距離：253m

## 通過する自治体
- 埼玉県
  - 行田市

## 接続する主な道路
- 埼玉県道128号熊谷羽生線
- 埼玉県道199号行田市停車場酒巻線

## 沿線
- 秩父鉄道秩父本線 行田市駅
- 埼玉りそな銀行行田支店
- 武蔵野銀行行田支店